# Le strade di Genova
Le strade di Genova è un film documentario del 2002 diretto da Davide Ferrario.
È incentrato sugli scontri avvenuti durante il vertice del G8 di Genova, di cui il regista fu testimone oculare.